# باتريك ويبر
باتريك ويبر (بالإنجليزية: Patrick Webber)‏ هو لاعب كرة قدم بريطاني في مركز الدفاع، ولد في 20 يناير 1999 في وورثينغ ‏ في المملكة المتحدة. لعب مع إيبسويتش تاون.